# Anas Dahani
Anas Dahani (en arabe : أنس دحاني), né le 14 décembre 1999 à Marrakech (Maroc), est un joueur de futsal international marocain.

## Carrière en club

### Débuts au Maroc
Anas Dahani naît à Marrakech et intègre jeune le centre de formation du Kawkab de Marrakech. Victime d'une blessure au niveau du genou avec une double fracture du coude, il est éloigné des terrains pendant un an et demi.
De retour sur les terrains, il décide de se convertir au futsal et intègre le club amateur du Nasr Marrakech. Il est ensuite remarqué et recruté par le KACM Marrakech. Quelques mois plus tard, il est transféré au SCC Mohammédia. Avec ce club, il remporte le championnat à deux reprises (saison sportive 2021-2022 et 2022-2023),.
Après trois années du côte de Mohammédia, Anas s'engage avec le Faucon Agadir à la mi-saison 2023-2024 avec lequel il remporte le championnat ainsi que la Coupe du Trône.

### FCK De Hommel (2024)
N'ayant évolué qu'au Maroc, Anas Dahani s'exporte pour la première fois à l'étranger à l'âge de 24 ans pour s'engager au FCK De Hommel, pensionnaire de la première division néerlandaise (Eredivisie). Le club annonce sa signature le 8 novembre 2024.

### Sporting Paris (2025-)
Après quelques mois passées dans le championnat néerlandais, Anas Dahani part en France pour s'engager au Sporting Club de Paris pensionnaire de la première division. Il dispute son premier match le 11 janvier 2025 face au GOAL Futsal Club dans le cadre de la 10e journée de championnnat.
La journée qui suit, face au Kremlin-Bicêtre Futsal, il inscrit son premier but dans le championnat français.

## Carrière internationale
En 2022, il est sélectionné pour représenter le Maroc à la Coupe arabe universitaire de futsal, sous l'égide de la Fédération royale marocaine de sport universitaire. Il atteint ainsi la finale de la compétition, éliminé par l'Egypte.
En fin février 2023, il reçoit sa première convocation de Hicham Dguig pour deux doubles confrontations amicales : face à l'Irak et l'Estonie.
Il déclare lors d'une interview : « Ma relation avec Dguig est très bonne. Il nous aide beaucoup à améliorer notre niveau et nous donne beaucoup de conseils qui nous aident à performer sur le terrain. L’atmosphère fraternelle qu’il installe entre les joueurs se ressent comme une famille. ». Le 2 mars 2023, il entre pour la première fois en jeu et honore sa première sélection, face à l'Irak à Rabat.
Il prend part au stage suivant au tournoi international du Maroc qui voit la participation de la Croatie, du Japon et de la France. Tournoi que les Marocains remportent chez eux, après s'être imposé face aux Japonais (3-2) et fait deux matchs nuls, contre la Croatie (3-3) et la France (4-4). Dahani ne participe pas au premier match contre les Japonais mais joue contre les Croates et les Français,,.
Dans le cadre des préparations à la Coupe arabe 2023, Anas Dahani est convoqué pour une double confrontation amicale face à la Slovaquie les 27 et 29 mai au Complexe Mohammed VI. Le premier match se solde par une victoire marocaine (3-0). 
Il inscrit son premier but international lors de la deuxième manche également remportée par le Maroc (3-0).
Il est convoqué par Hicham Dguig pour la Coupe arabe qui se tient à Djeddah du 6 au 16 juin 2023 qui voit le Maroc triompher pour la 3e fois. Bien que dans le groupe et sur le banc des remplaçants, Anas Dahani n'entre en jeu à aucune rencontre du tournoi. Le 9 août 2023, il s'offre un but contre la Roumanie dans un match qui se solde par une victoire marocaine (6-1).
Prenant part à la Coupe du monde de futsal en Ouzbékistan, il est éliminé en quarts de finale contre le Brésil, future championne du monde dans cette édition 2024.

## Statistiques

### En club
Le tableau suivant recense les statistiques d'Anas Dahani :
| Saison                | Club                  | Championnat           | Championnat | Championnat | Championnat | Coupe(s) nationale(s) | Coupe(s) nationale(s) | Coupe(s) nationale(s) | Total | Total | Total |
| Saison                | Club                  | Division              | M.          | B.          | P.d.        | M.                    | B.                    | P.d.                  | M.    | B.    | P.d.  |
| 2019-2020             | Kawkab Marrakech      | Division 1            | -           | -           | -           | -                     | -                     | -                     | 0     | 0     | 0     |
| 2020-2021             | Kawkab Marrakech      | Division 1            | -           | -           | -           | -                     | -                     | -                     | 0     | 0     | 0     |
| Sous-total            | Sous-total            | Sous-total            | -           | -           | -           | -                     | -                     | -                     | 0     | 0     | 0     |
| 2021-2022             | Chabab Mohammédia     | Division 1            | 7           | 3           | 0           | -                     | -                     | -                     | 7     | 3     | 0     |
| 2022-2023             | Chabab Mohammédia     | Division 1            | 26          | 15          | 7           | 2                     | 0                     | 1                     | 28    | 15    | 8     |
| Sous-total            | Sous-total            | Sous-total            | 33          | 18          | 7           | 2                     | 0                     | 1                     | 35    | 18    | 8     |
| 2023-2024             | ASF Agadir            | Division 1            | 10          | 7           | -           | 1                     | 1                     | -                     | 11    | 8     | 0     |
| Sous-total            | Sous-total            | Sous-total            | 10          | 7           | -           | 1                     | 1                     | -                     | 11    | 8     | 0     |
| 2024-2025             | FCK De Hommel         | Division 1            | 5           | 6           | -           | 0                     | 0                     | -                     | 5     | 6     | 0     |
| Sous-total            | Sous-total            | Sous-total            | 5           | 6           | -           | -                     |                       | -                     | 5     | 6     | 0     |
| 2024-2025             | Sporting Paris        | Division 1            | 5+1         | 4           | 2+1         | 2                     | 0                     | -                     | 8     | 4     | 3     |
| Sous-total            | Sous-total            | Sous-total            | 6           | 4           | 3           | 2                     | 0                     | 0                     | 8     | 4     | 3     |
| Total sur la carrière | Total sur la carrière | Total sur la carrière | 53          | 35          | 10          | 5                     | 1                     | 1                     | 58    | 36    | 11    |

### En sélection
Le tableau suivant liste les rencontres de l'équipe du Maroc auxquelles Anas Dahani a pris part depuis le 2 mars 2023 :

#### Statistiques par compétition
Le tableau suivant recense les statistiques d'Anas Dahani dans les diverses compétitions internationales qu'il a disputées :
| Compétition                   | Matchs | Buts |
| ----------------------------- | ------ | ---- |
| Matchs amicaux internationaux | 24     | 15   |
| Tournoi du Maroc              | 4      | 1    |
| Tournoi Futsal Week           | 3      | 1    |
| Coupe d'Afrique des nations   | 4      | 0    |
| Coupe du monde de futsal FIFA | 5      | 0    |
| Total                         | 40     | 17   |

## Palmarès
| SCC Mohammédia (2)                                     | Faucon Agadir (2)                                                                             | Équipe du Maroc (6) |
| ------------------------------------------------------ | --------------------------------------------------------------------------------------------- | --- |
| - Championnat du Maroc (2) : - Champion : 2022 et 2023 | - Championnat du Maroc (1) : - Champion : 2024 - Coupe du Trône (1) : - Vainqueur : 2022-2023 | - Coupe arabe universitaire U23 - Finaliste : 2022 - Tournoi international de Rabat (2) - Vainqueur : 2023, et 2025 - Coupe arabe des nations (1) - Champion : 2023 - Coupe d'Afrique des Nations (1) - Champion : 2024 - Tournoi international de Croatie (1) - Vainqueur : 2023 |